# Dorota Dąbrowska
Dorota Dąbrowska – polska architekt wnętrz i designer tworząca w Paryżu.

## Życie zawodowe
W 1988 ukończyła studia na Wydziale Architektury Wnętrz warszawskiej Akademii Sztuk Pięknych, a następnie wyjechała do Paryża, gdzie kontynuowała naukę. W 1989 otrzymała dyplom w szkole sztuk pięknych, a rok później ukończyła studia podyplomowe w dziedzinie designu wnętrz. Od 1991 do 1996 była związana zawodowo ze studiem architektonicznym L’Archiplan w Paryżu, gdzie tworzyła projekty wspólnie z Markiem Barthierem. W 1994 otrzymała prestiżową nagrodę Prix Compasso d'Oro w kategoria "made in Italy". Od 1996 prowadzi własną pracownię architektury i wystroju wnętrz.

## Projekty

### Architektura miejska
- Miejska scenografia bożonarodzeniowa w Saint-Tropez /1992/;
- Aranżacja La Plage des Jumeaux w Saint-Tropez /1992/.

### Wystrój wnętrz
- Wystrój wnętrz apartamentu dla Laetitii Scherrer i Lorda Justina Portmana w Paryżu /1997/;
- Wystrój wnętrza willi Katarzyny Frank-Niemczyckiej i Zbigniewa Niemczyckiego w Konstancinie-Jeziornie /2000-2002/;
- Wystrój wnętrza willi Maryli Rodowicz i Andrzeja Durzyńskiego w Konstancinie-Jeziornie /2003/;
- Wystrój wnętrz i aranżacja ekspozycji w muzeum wina w Sancerre /2004/;
- Wnętrza Hotelu Le Clos St Martin w Sancerre /2005/;
- Wnętrza willi Doroty i Wojciecha Soszyńskich w Konstancinie-Jeziornie /2007/;
- Wystrój rezydencji Jolanty i Aleksandra Kwaśniewskich /2008/;
- Aranżacja rezydencji Małgorzaty Żak i Zygmunta Solorza-Żaka w Cap d'Antibes /2010-2011/;
- Aranżacja rezydencji Katarzyny Frank-Niemczyckiej i Zbigniewa Niemczyckiego w Villefranche-sur-Mer /2010/.

### Elementy wystroju wnętrz
- Projekty elementów do wystroju wnętrz w ramach kolekcji "Anel", Paryż /2002-2007/[1];
- Projekty lamp i mebli artystycznych kolekcji Villa Alys, "Paryż" /2007-2014/[2].